# Dicaelotus missouriensis
Dicaelotus missouriensis là một loài tò vò trong họ Ichneumonidae.